# Городок (Кемеровская область)
Городок — село в Тисульском районе Кемеровской области. Входит в состав Утинского сельского поселения.

## География
Центральная часть населённого пункта расположена на высоте 321 метр над уровнем моря.

## Население
По данным Всероссийской переписи населения 2010 года, в селе Городок проживает 37 человек (19 мужчин, 18 женщин).